# Francja na Zimowych Igrzyskach Paraolimpijskich 1992
Francja na Zimowych Igrzyskach Paraolimpijskich 1992 w Tignes-Albertville reprezentowało 31 zawodników, 28 mężczyzn i 3 kobiety w trzech dyscyplinach: biegi narciarskie, narciarstwo alpejskie i biathlon. Reprezentacja Francji zdobyła 19 medali: 6 złote, 4 srebrne i 9 brązowe. Zajęli 6. miejsce w klasyfikacji medalowej.